# 박종원 (1969년)
박종원(朴鍾元, 1969년~)은 대한민국의 공무원으로, 제2대 경상남도 경제부지사이다. 부산광역시 출신이다.

## 학력
- 대동고등학교 졸업
- 서울대학교 국제경제학과 졸업
- 인디애나 대학교 로스쿨 수료

## 경력
- 1996 제40회 행정고시 합격
- 2005.03~2005.12 산업자원부 자원개발과 서기관
- 2005.12~2007.01 산업자원부 장관비서실 서기관
- 2007.01~2010.08 산업자원부 산업기술개발팀 서기관
- 2010.08~2011.08 지식경제부 디자인브랜드과 과장
- 2011.08~2017.07 지식경제부 행정관리담당관 서기관
- 2017.07~2019.01 산업통상자원부 자동차항공과 과장
- 2019.01~2019.02 산업통상자원부 전자부품과 과장
- 2019.02~2019.11 산업통상자원부 반도체디스플레이과 과장
- 2019.11~2020.05 산업통상자원부 중견기업정책관
- 2020.05~2022.01 제2대 경상남도 경제부지사
- 2022.01~2024.09 산업통상자원부 지역경제정책관
- 2024.09~ 산업통상자원부 통상차관보

| 전임 문승욱 | 제2대 경상남도 경제부지사 2020년 5월 23일~2022년 1월 24일 | 후임 조영진 |